# Mensch-Maschine-System
Ein Mensch-Maschine-System (MMS) ist die Beziehung beobachtbarer oder messbarer Prozesse, die bei der Verrichtung zielgerichteter, bewusst kontrollierter menschlicher Tätigkeiten zur Lösung vorgegebener oder selbst gewählter Aufgaben unter Einsatz von Maschinen auftreten, zu einem System. MMSe bestehen demnach aus mindestens zwei Komponenten: der handelnden Person sowie der benutzten Maschine. Zur vollständigen Beschreibung von MMSen gehört ferner die Beschreibung der zielgerichteten Tätigkeiten in Form von Aufgabenbeschreibungen, Zielvorgaben und Teilhandlungsschritten.

## Grundlagen
Erfolgen die bei der Aufgabenbewältigung erforderlichen Tätigkeiten schrittweise in mehreren Teilhandlungen, so ist davon auszugehen, dass das in jedem Schritt erreichte Ergebnis einer einzelnen Aktion mit dem gedanklich vorweggenommenen jeweils verglichen und im Folgeschritt gegebenenfalls korrigiert wird. Nach Sheridan (1987) hat man dabei verschiedene Formen von Wechselwirkungen zwischen den handelnden Personen (Operateure oder Operateurinnen) und Aufgaben zu unterscheiden: direkte Steuerung, manuelle Steuerung, Überwachungssteuerung und vollautomatische Steuerung.

## Beispiele
Bekannte Beispiele für MMSe sind bei der Führung von Fahrzeugen aller Art (Fahrräder, Autos, Schiffe, Flugzeuge usw.) zu finden, wo das Zusammenspiel von Mensch und Technik unmittelbar deutlich ist. Aber auch Fertigungsstätten, Operationssäle, Forschungslaboratorien liefern Beispiele für MMSe.

## Erläuterungen
Interaktionsformen bei der Verrichtung zielgerichteter Tätigkeiten (nach Sheridan, 1987)

### Direkte Steuerung
Die Bearbeitung der Aufgabe, das heißt das Einwirken des Operateurs auf den zu bearbeitenden Prozess, erfolgt fortlaufend und unmittelbar. Dabei kann die Aufgabe und ihr jeweiliger Bearbeitungszustand von dem Operateur oder der Operateurin unmittelbar wahrgenommen werden.

### Manuelle Steuerung
Zwischen Operateur und Aufgabe ist eine Maschine eingefügt. Die Einwirkung auf den zu bearbeitenden Prozess erfolgt indirekt, indem der Operateur Bedienelemente betätigt und damit Stellglieder (Aktuatoren oder Aktoren) der Maschine in Bewegung setzt, die auf das Objekt einwirken. Die Aufgabe und ihr momentaner Bearbeitungszustand können entweder unmittelbar oder vermittelt über entsprechende Sensoren und Anzeigegeräte (Displays) wahrgenommen werden.

### Überwachungssteuerung
Die Bearbeitung der Aufgabe erfolgt weitgehend selbsttätig, wobei aufgrund von Sensorinformation durch geeignete Algorithmen erzeugte Stellsignale dafür sorgen, dass die Stellglieder auf den zu bearbeitenden Prozess einwirken. Operateur oder Operateurin sind nur noch indirekt einbezogen; sie überwachen durch Ablesen der Anzeigen die Vorgänge und greifen gelegentlich in Konflikt- oder Störfällen ein.

### Vollautomatische Steuerung
Die Aufgabe wird ohne jegliche Beteiligung eines Operateurs vollständig von einem Automaten bearbeitet.
Alle genannten Interaktionsformen einschließlich der vollautomatischen Steuerung sind beispielsweise beim Autofahren anzutreffen.

## Aufgabencharakterisierung
Wegen der Vielfalt der Einsatzmöglichkeiten von MMSen bei Produktions-, Bewegungs- oder Informationsprozessen (Johannsen, 1993) ist es notwendig, von deren konkreten Inhalten zu abstrahieren. Man vollzieht dabei die Schritte, die für Systembildungen typisch sind. Die auftretenden Prozesse erhalten in der Regel Signalcharakter, d. h. die bei den unterschiedlichen MMSen anzutreffenden Prozesse werden als Informationsflüsse und die entsprechenden MMSe als Informationsverarbeitungssysteme aufgefasst.

### Aspekte der Aufgabenbearbeitung
Bei der Bearbeitung einer Aufgabe sind drei Aspekte zu unterscheiden: 
- Bearbeitungszustand,
- Bearbeitungsmittel und
- Bearbeitungsziel.

Ist einer dieser Aspekte nur unvollständig bekannt, spricht man von Problem; die Bearbeitung einer solchen Aufgabe beinhaltet dann Problemlösungsprozesse.

### Zeitliche Anforderungen der Aufgabenbearbeitung
Die Zeitskala, auf der die Aufgabenbearbeitung vorzunehmen ist, kann von Sekundenbruchteilen bis zu Stunden, bei Management-Informationssystemen beispielsweise sogar bis zu Monaten reichen. Entscheidend ist hierbei, in welchen Zeitabständen und innerhalb welcher Zeitspanne die Eingriffe des Operateurs oder der Operateurin vorzunehmen sind. Des Weiteren ist zu unterscheiden zwischen
- einmaligen,
- mehrmaligen (intermittierenden, d. h. nicht regelmäßigen) und
- ständigen (repetitiven, d. h. regelmäßig wiederkehrenden, kontinuierlichen oder quasikontinuierlichen)

Eingriffen. Nur bei einmaligen Eingriffen darf man davon ausgehen, dass das Gesamtverhalten des MMSs statisch ist. In allen anderen Fällen liegt ein dynamisches System vor, dadurch gekennzeichnet, dass der aktuelle Bearbeitungsschritt – außer von dem Ziel – auch von dem (oder den) Vorgängerschritt(en) abhängig ist.

### Aufgabenpriorität
Bei gleichzeitigem Auftreten von mehr als einer Aufgabe (Multitasking) muss entschieden werden, welche der Aufgaben mit Vorrang (Priorität) zu erledigen ist. Diese Priorität ist eine Eigenschaft der zugehörigen Prozesse und steht im engen Zusammenhang mit den zeitlichen Anforderungen an ihre Bearbeitung.

### Aufgabenkomplexität
Die Komplexität einer Aufgabe hängt zum einen davon ab, wie viele Dimensionen ihre Bearbeitungszustände umfassen. Zum anderen ist sie abhängig von dem Umfang, dem Grad der Determiniertheit und der vollständigen Beschreibung der oben genannten Aspekte und deren wechselseitigen Abhängigkeiten.

## Untersuchungsmethoden
Erkenntnisse über Mensch-Maschine-Systeme werden durch Beobachtung in echten Situationen (zum Beispiel im Rahmen einer Aufgabenanalyse), durch den Einsatz von Versuchspersonen an simulierten technischen Systemen (zum Beispiel in Fahr-, Flug- oder Prozess-Simulatoren) oder anhand von Modellen für den Menschen gewonnen.